# Gnawa
Gnawa (en árabe, قناوة), transcrito también como gnaua, gnaoua, guenaua, etc., es el nombre que reciben en Marruecos los miembros de una serie de cofradías místicas musulmanas caracterizadas por su origen subsahariano y por el uso de cantos, danzas y rituales sincréticos como medios para llegar al trance. La palabra gnawa es plural, y su singular es gnawi. El 2019 las prácticas gnawa fueron inscritas en la Lista Representativa del Patrimonio Cultural Inmaterial de la Humanidad.
El término se refiere también al estilo musical de reminiscencias subsaharianas practicado por estas cofradías o por músicos que se inspiran en ellas. Es uno de los géneros principales del folklore de Marruecos.

## Etimología
Habitualmente suele decirse que gnawi procede de la palabra Guinea, por ser esta región del África occidental el lugar de procedencia de los primeros gnawa. En realidad, ambos términos proceden de ignawen, plural de ignaw, que en la lengua tamazight de la región del Sus, en el sur de Marruecos, significa "mudo". Los bereberes del Sus se referían de este modo a los esclavos negros a causa de que estos hablaban idiomas incomprensibles para ellos. El término pasó a la lengua árabe coloquial del Magreb y Al-Ándalus como modo de designar en general a los negros, y también se utilizó para referirse a la región de la que procedían los esclavos que llegaban a Marruecos.

## Historia
Los gnawa son canciones de los esclavos que los gobernantes árabes y bereberes de Marruecos, encontraron en diferentes regiones del África occidental con destino a sus ejércitos y a la construcción de ciudades y fortalezas. Una leyenda atribuye al sultán Ahmad Al-Mansur Ad-Dahbi la captura y traslado a Marruecos de los antepasados de los gnawa tras la conquista del imperio songhai en 1591, pero lo cierto es que el tráfico de esclavos a través del Sahara existía desde siglos atrás, y los gnawa tienen antepasados de procedencias diversas, como lo demuestra el vocabulario de origen subsahariano que conservan en sus cantos. La formación de los gnawa es un proceso que se da a lo largo de varios siglos: no proceden de un contingente determinado de esclavos.
Los gnawa son arabohablantes, en unos países en los que coexiste el árabe con varias lenguas bereberes. Según los propios gnawa, hasta hace unas décadas todavía existían entre ellos quienes eran capaces de hablar la lengua de sus antepasados esclavos. Sus cantos contienen gran número de palabras y expresiones no árabes, que han sido identificadas por los estudiosos como pertenecientes a diferentes lenguas africanas, como el hausa. Entre estas palabras hay algunas que hacen referencia a las etnias o lugares de origen de los gnawa, como bambara (referido a esta lengua africana), hawsa (hausa), Tinbuktu (Tombuctú), madanika (mandinka), fulan (fulani), etc.
La palabra bambara, que a veces usan con preferencia para designar la lengua de sus antepasados, da nombre también a un tipo de canto en particular, en el que la presencia de palabras africanas es mayor que en canciones de otro tipo.

## Rituales y música
Los gnawa practican el trance hipnótico por medio de una música de raíces subsaharianas y unos bailes que invocan a los morabitos o santos
Los instrumentos utilizados son el guembri o hajhuj, un instrumento de tres cuerdas y sonido de bajo, el tbel o tambor, que se toca con ayuda de un palo curvo, y las qraqeb, unas características castañuelas de metal. La música es muy rítmica y se caracteriza por un canto dialogado en el que una voz principal realiza invocaciones y es respondida por el coro, sobre una melodía sencilla de guembri acompañado por los instrumentos de percusión y palmas.
Los bailes son también muy rítmicos. Los participantes suelen mover la cabeza describiendo círculos, movimiento que se contagia al resto del cuerpo: dan entonces vueltas sobre sí mismos, al modo de los derviches, al tiempo que se ponen en cuclillas y siguen girando; de este modo, llegan a entrar en trance.
Los gnawa llevan también unos atuendos particulares, cuya principal característica son los elementos decorativos a base de conchas de cauri.
La música gnawa se ha internacionalizado gracias a músicos occidentales como Bill Laswell, Adam Rudolph o Randy Weston, que la han incluido en sus composiciones. Derivado de este interés exterior, la producción musical de los gnawa ha conocido desde la última década del siglo XX reelaboraciones y fusiones destinadas a un público más amplio y ya alejadas de lo místico-religioso, de la mano de artistas como Abdellah Boulkhair El Gourd, que organiza grandes espectáculos para turistas, o el grupo francés Gnawa Diffusion.